# دكبريت (المهرة)

تعديل مصدري - تعديل

دكبريت هي إحدى قرى مديرية حصوين التابعة لمحافظة المهرة، بلغ تعداد سكانها 349 نسمة حسب تعداد اليمن لعام 2004.